# Campeonato Uruguayo de Primera División 2003
El Campeonato Uruguayo 2003 fue el 99° torneo de primera división del fútbol uruguayo, correspondiente al año 2003. Contó con la participación de 18 equipos.
El campeón fue el Club Atlético Peñarol luego de vencer al Club Nacional de Football en la semifinal por 1 tanto contra 0.

## Sistema de disputa
Los 18 equipos disputaron dos torneos, el Apertura y el Clausura en ese orden. Los campeones de estos torneos se enfrentaban en la semifinal, mientras que el ganador de la tabla acumulada de ambos torneos pasaba directo a la final.

## Resultados

### Torneo Apertura
El tornero apertura comenzó el 21 de febrero y finalizó el 29 de junio.
| Puesto | Equipo               | Pts. | PJ | PG | PE | PP | GF | GC | Dif. |
| ------ | -------------------- | ---- | -- | -- | -- | -- | -- | -- | ---- |
| 1°     | Nacional             | 44   | 17 | 14 | 2  | 1  | 34 | 9  | 25   |
| 2°     | Peñarol              | 38   | 17 | 12 | 2  | 3  | 43 | 20 | 23   |
| 3°     | Danubio              | 34   | 17 | 10 | 4  | 3  | 34 | 19 | 15   |
| 4°     | Montevideo Wanderers | 33   | 17 | 10 | 3  | 4  | 40 | 28 | 12   |
| 5°     | Fénix                | 29   | 17 | 9  | 2  | 6  | 41 | 38 | 3    |
| 6°     | Cerro                | 28   | 17 | 8  | 4  | 5  | 25 | 21 | 4    |
| 7°     | Deportivo Maldonado  | 28   | 17 | 8  | 4  | 5  | 24 | 26 | -2   |
| 8°     | Defensor Sporting    | 27   | 17 | 8  | 3  | 6  | 28 | 23 | 5    |
| 9°     | Liverpool            | 27   | 17 | 8  | 3  | 6  | 24 | 24 | 0    |
| 10°    | Miramar Misiones     | 22   | 17 | 6  | 4  | 7  | 28 | 27 | 1    |
| 11°    | Bella Vista          | 21   | 17 | 6  | 3  | 8  | 23 | 22 | 1    |
| 12°    | Central Español      | 21   | 17 | 6  | 3  | 8  | 15 | 22 | -7   |
| 13°    | Tacuarembó           | 20   | 17 | 5  | 5  | 7  | 25 | 26 | -1   |
| 14°    | Villa Española       | 17   | 17 | 4  | 5  | 8  | 31 | 37 | -6   |
| 15°    | River Plate          | 13   | 17 | 3  | 4  | 10 | 18 | 27 | -9   |
| 16°    | Plaza Colonia        | 12   | 17 | 2  | 6  | 9  | 17 | 26 | -9   |
| 17°    | Deportivo Colonia    | 9    | 17 | 2  | 3  | 12 | 13 | 36 | -23  |
| 18°    | Juventud             | 5    | 17 | 1  | 2  | 14 | 11 | 43 | -32  |

|  | Ganador del Torneo Apertura, avanza a la Semifinal por el Campeonato. |

### Torneo Clausura
El tornero clausura comenzó el 18 de julio y finalizó el 30 de noviembre.
| Puesto | Equipo               | Pts | PJ | PG | PE | PP | GF | GC | Dif |
| ------ | -------------------- | --- | -- | -- | -- | -- | -- | -- | --- |
| 1°     | Peñarol              | 39  | 17 | 12 | 3  | 2  | 30 | 13 | 17  |
| 2°     | Liverpool            | 31  | 17 | 9  | 4  | 4  | 23 | 15 | 8   |
| 3°     | Fénix                | 29  | 17 | 8  | 5  | 4  | 21 | 16 | 9   |
| 4°     | Defensor Sporting    | 28  | 17 | 8  | 4  | 5  | 30 | 20 | 10  |
| 5°     | Miramar Misiones     | 28  | 17 | 8  | 4  | 5  | 26 | 21 | 5   |
| 6°     | Cerro                | 27  | 17 | 7  | 6  | 4  | 22 | 17 | 5   |
| 7°     | River Plate          | 27  | 17 | 8  | 3  | 6  | 26 | 25 | 1   |
| 8°     | Danubio              | 27  | 17 | 7  | 6  | 4  | 21 | 21 | 0   |
| 9°     | Nacional             | 26  | 17 | 7  | 5  | 5  | 29 | 23 | 6   |
| 10°    | Bella Vista          | 26  | 17 | 7  | 5  | 5  | 23 | 22 | 1   |
| 11°    | Deportivo Maldonado  | 23  | 17 | 6  | 5  | 6  | 16 | 14 | 2   |
| 12°    | Deportivo Colonia    | 23  | 17 | 6  | 5  | 6  | 24 | 23 | 1   |
| 13°    | Central Español      | 22  | 17 | 7  | 1  | 9  | 17 | 20 | -3  |
| 14°    | Montevideo Wanderers | 18  | 17 | 4  | 7  | 6  | 19 | 24 | -5  |
| 15°    | Tacuarembó           | 17  | 17 | 4  | 5  | 8  | 19 | 23 | -4  |
| 16°    | Plaza Colonia        | 11  | 17 | 2  | 5  | 10 | 16 | 30 | -14 |
| 17°    | Villa Española       | 8   | 17 | 1  | 5  | 11 | 14 | 29 | -15 |
| 18°    | Juventud             | 8   | 17 | 2  | 2  | 13 | 17 | 37 | -20 |

|  | Ganador del Torneo Clausura, avanza a la Semifinal por el Campeonato. |

### Tabla acumulada
Esta tabla se calcula sumando los puntos obtenidos en los torneos Apertura y Clausura.
| Puesto | Equipo               | Pts | PJ | PG | PE | PP | GF | GC | Dif |
| ------ | -------------------- | --- | -- | -- | -- | -- | -- | -- | --- |
| 1°     | Peñarol              | 77  | 34 | 24 | 5  | 5  | 73 | 33 | 40  |
| 2°     | Nacional             | 70  | 34 | 21 | 7  | 6  | 63 | 32 | 31  |
| 3°     | Danubio              | 61  | 34 | 17 | 10 | 7  | 55 | 40 | 15  |
| 4°     | Fénix                | 58  | 34 | 17 | 7  | 10 | 62 | 54 | 8   |
| 5°     | Liverpool            | 58  | 34 | 17 | 7  | 10 | 47 | 39 | 8   |
| 6°     | Defensor Sporting    | 55  | 34 | 16 | 7  | 11 | 58 | 43 | 15  |
| 7°     | Cerro                | 55  | 34 | 15 | 10 | 9  | 47 | 38 | 9   |
| 8°     | Montevideo Wanderers | 52  | 34 | 14 | 10 | 10 | 59 | 52 | 7   |
| 9°     | Deportivo Maldonado  | 51  | 34 | 14 | 9  | 11 | 40 | 40 | 0   |
| 10°    | Miramar Misiones     | 50  | 34 | 14 | 8  | 12 | 54 | 48 | 6   |
| 11°    | Bella Vista          | 47  | 34 | 13 | 8  | 13 | 46 | 44 | 2   |
| 12°    | Central Español      | 43  | 34 | 13 | 4  | 17 | 32 | 42 | -10 |
| 13°    | River Plate          | 40  | 34 | 11 | 7  | 16 | 44 | 52 | -8  |
| 14°    | Tacuarembó           | 37  | 34 | 9  | 10 | 15 | 44 | 49 | -5  |
| 15°    | Deportivo Colonia    | 32  | 34 | 8  | 8  | 18 | 37 | 59 | -22 |
| 16°    | Villa Española       | 25  | 34 | 5  | 10 | 19 | 45 | 66 | -21 |
| 17°    | Plaza Colonia        | 23  | 34 | 4  | 11 | 19 | 33 | 56 | -23 |
| 18°    | Juventud             | 13  | 34 | 3  | 4  | 27 | 28 | 80 | -52 |

|  | Ganador de la Tabla Acumulada, avanza a la Final por el Campeonato |

|  | Clasificado a la Liguilla Pre-Libertadores |

### Goleadores
| Jugador          | Equipo               | Ap. | Cl. | Total |
| ---------------- | -------------------- | --- | --- | ----- |
| Alexander Medina | Liverpool            | 10  | 12  | 22    |
| Carlos Bueno     | Peñarol              | 8   | 10  | 18    |
| Julio Ramírez    | Montevideo Wanderers | 11  | 5   | 16    |
| Ángel Gutiérrez  | Villa Española       | 9   | 6   | 15    |
| Nicolás Nicolay  | Villa Española       | 14  | 0   | 14    |

### Definición del campeonato
|  | Semifinal                   | Semifinal |  |  | Final                             | Final | Final |
|  |                             |           |  |  |                                   |       |       |
|  |                             |           |  |  |                                   |       |       |
|  | Nacional (Ganador Apertura) | 0         |  |  |                                   |       |       |
|  | Peñarol (Ganador Clausura)  | 1         |  |  |                                   |       |       |
|  |                             |           |  |  |                                   |       |       |
|  |                             |           |  |  | Peñarol (Ganador Semifinal)       | -     | -     |
|  |                             |           |  |  | Peñarol (Ganador Tabla Acumulada) | -     | -     |
|  |                             |           |  |  |                                   |       |       |

#### Semifinal
El triunfo de Peñarol lo consagró campeón del torneo, ya que los carboneros finalizaron en la primera posición de la Tabla Anual.
| 1     | POR   | José Luis Chilavert |     |
| 6     | DEF   | Marcelo De Souza    |     |
| 22    | DEF   | Joe Bizera          |     |
|       | DEF   | Alejandro Lago      |     |
|       | DEF   | Edgard Álvarez      | 52' |
| 8     | MED   | Cristian Rodríguez  |     |
| 14    | MED   | Nicolás Rotundo     |     |
| 15    | MED   | Fabián Césaro       | 43' |
| 18    | MED   | Gabriel Cedrés      |     |
| 11    | DEL   | Fabián Estoyanoff   | 65' |
| 10    | DEL   | Carlos Bueno        |     |
| D. T. | D. T. | Diego Aguirre       |     |

| 1     | POR   | Jorge Bava           |     |
|       | DEF   | Benoît Angbwa        |     |
| 3     | DEF   | Carlos Valdez        |     |
|       | DEF   | Alejandro Curbelo    |     |
|       | DEF   | Daniel Leites        |     |
| 11    | MED   | Sebastián Eguren     | 80' |
| 21    | MED   | Óscar Javier Morales |     |
|       | MED   | Gustavo Méndez       |     |
| 11    | MED   | Sergio Vázquez       | 50' |
| 10    | DEL   | Marcelo Guerrero     |     |
| 9     | DEL   | Julio Dely Valdés    | 70' |
| D. T. | D. T. | Daniel Carreño       |     |

|    | MED | Luiz Nunes         | 43' |
|    | DEF | Leonel Pilipauskas | 52' |
| 19 | DEL | Martín García      | 65' |

| MED | Horacio Peralta | 50' |
| DEL | Alejandro Mello | 70' |
| MED | Diego Scotti    | 80' |

|  | 45+3' | Joe Bizera |

| Amonestado | 21' | Nicolás Rotundo     |
| Amonestado | 29' | Edgard Álvarez      |
| Amonestado | 42' | Marcelo De Souza    |
| Amonestado | 45' | José Luis Chilavert |
| Amonestado | 88' | Alejandro Lago      |

| Amonestado | 6'  | Gustavo Méndez    |
| Amonestado | 6'  | Angbwa Benoit     |
| Amonestado | 45' | Sebastián Eguren  |
| Amonestado | 56' | Julio Dely Valdés |
| Amonestado | 60' | Carlos Valdez     |

| Expulsado | 49' | Nicolás Rotundo |

| Expulsado | 10'   | Angbwa Benoit                                |
| Expulsado | 45+4' | Leonardo Romay (Desde el banco de suplentes) |
| Expulsado | 45+4' | Fabián Coelho (Desde el banco de suplentes)  |
| Expulsado | 45+4' | Daniel Carreño (Director Técnico)            |
| Expulsado | 82'   | Alejandro Mello                              |
| Expulsado | 90+5' | Óscar Javier Morales                         |

| Árbitro             | Gustavo Méndez   |
| Árbitros asistentes | Esperanza Acosta |
| Árbitros asistentes | Marcelo Costa    |

| 1     | POR   | José Luis Chilavert |     |
| 6     | DEF   | Marcelo De Souza    |     |
| 22    | DEF   | Joe Bizera          |     |
|       | DEF   | Alejandro Lago      |     |
|       | DEF   | Edgard Álvarez      | 52' |
| 8     | MED   | Cristian Rodríguez  |     |
| 14    | MED   | Nicolás Rotundo     |     |
| 15    | MED   | Fabián Césaro       | 43' |
| 18    | MED   | Gabriel Cedrés      |     |
| 11    | DEL   | Fabián Estoyanoff   | 65' |
| 10    | DEL   | Carlos Bueno        |     |
| D. T. | D. T. | Diego Aguirre       |     |

| 1     | POR   | Jorge Bava           |     |
|       | DEF   | Benoît Angbwa        |     |
| 3     | DEF   | Carlos Valdez        |     |
|       | DEF   | Alejandro Curbelo    |     |
|       | DEF   | Daniel Leites        |     |
| 11    | MED   | Sebastián Eguren     | 80' |
| 21    | MED   | Óscar Javier Morales |     |
|       | MED   | Gustavo Méndez       |     |
| 11    | MED   | Sergio Vázquez       | 50' |
| 10    | DEL   | Marcelo Guerrero     |     |
| 9     | DEL   | Julio Dely Valdés    | 70' |
| D. T. | D. T. | Daniel Carreño       |     |

|    | MED | Luiz Nunes         | 43' |
|    | DEF | Leonel Pilipauskas | 52' |
| 19 | DEL | Martín García      | 65' |

| MED | Horacio Peralta | 50' |
| DEL | Alejandro Mello | 70' |
| MED | Diego Scotti    | 80' |

|  | 45+3' | Joe Bizera |

| Amonestado | 21' | Nicolás Rotundo     |
| Amonestado | 29' | Edgard Álvarez      |
| Amonestado | 42' | Marcelo De Souza    |
| Amonestado | 45' | José Luis Chilavert |
| Amonestado | 88' | Alejandro Lago      |

| Amonestado | 6'  | Gustavo Méndez    |
| Amonestado | 6'  | Angbwa Benoit     |
| Amonestado | 45' | Sebastián Eguren  |
| Amonestado | 56' | Julio Dely Valdés |
| Amonestado | 60' | Carlos Valdez     |

| Expulsado | 49' | Nicolás Rotundo |

| Expulsado | 10'   | Angbwa Benoit                                |
| Expulsado | 45+4' | Leonardo Romay (Desde el banco de suplentes) |
| Expulsado | 45+4' | Fabián Coelho (Desde el banco de suplentes)  |
| Expulsado | 45+4' | Daniel Carreño (Director Técnico)            |
| Expulsado | 82'   | Alejandro Mello                              |
| Expulsado | 90+5' | Óscar Javier Morales                         |

| Árbitro             | Gustavo Méndez   |
| Árbitros asistentes | Esperanza Acosta |
| Árbitros asistentes | Marcelo Costa    |

- Reporte del partido en tenfieldigital.com.uy

#### Finales
Debido al triunfo de Peñarol en la semifinal, no hubo necesidad de finales.
|                                                   |
| Uruguay                                           |
| Campeón Uruguayo 2003 Peñarol 45.to título de AUF |

## Clasificación a torneos continentales
Para determinar quienes acompañarían a Peñarol y Nacional para disputar la Copa Libertadores de América y al mismo Peñarol para la Copa Sudamericana, se disputó la liguilla pre-libertadores. Clasificaron los ocho mejores equipos de la tabla acumulada, excluyendo al campeón y subcampeón.

### Liguilla Pre-Libertadores
| Puesto | Equipo               | Pts | PJ | PG | PE | PP | GF | GC | Dif |
| ------ | -------------------- | --- | -- | -- | -- | -- | -- | -- | --- |
| 1°     | Fénix                | 14  | 7  | 4  | 2  | 1  | 8  | 4  | 4   |
| 2°     | Deportivo Maldonado  | 12  | 7  | 3  | 3  | 1  | 8  | 6  | 2   |
| 3°     | Danubio              | 12  | 7  | 3  | 3  | 1  | 10 | 11 | -1  |
| 4°     | Liverpool            | 11  | 7  | 3  | 2  | 2  | 9  | 6  | 3   |
| 5°     | Cerro                | 11  | 7  | 2  | 5  | 0  | 5  | 3  | 2   |
| 6°     | Defensor Sporting    | 6   | 7  | 1  | 3  | 3  | 10 | 8  | 2   |
| 7°     | Montevideo Wanderers | 5   | 7  | 1  | 2  | 4  | 8  | 12 | -4  |
| 8°     | Miramar Misiones     | 2   | 7  | 0  | 2  | 5  | 5  | 13 | -8  |

|  | Clasificado a la Copa Libertadores 2004 |

|  | Clasificado a la Copa Sudamericana 2004 |

| Uruguay                                 |
| Campeón Liguilla 2003 Fénix 2.do título |

#### Desempate por el segundo clasificado a la Copa Sudamericana
Deportivo Maldonado y Danubio jugaron un partido desempate por haber terminado con la misma cantidad de puntos en la segunda posición.
| 23 de diciembre de 2003 | Deportivo Maldonado | 1:2 (0:0) | Danubio                | Estadio Centenario, Montevideo |                            |
|                         | Ximénez 89'         | Reporte   | Lima 63' · Olivera 68' | Árbitro(s): Martín Vázquez     | Árbitro(s): Martín Vázquez |

### Equipos clasificados

#### Copa Libertadores 2004
|   | Equipo   | Clasificación como              |
| - | -------- | ------------------------------- |
| 1 | Peñarol  | Campeón Primera División 2003   |
| 2 | Nacional | 2° puesto Primera División 2003 |
| 3 | Fénix    | Campeón Liguilla 2003           |

#### Copa Sudamericana 2004
|   | Equipo  | Clasificación como            |
| - | ------- | ----------------------------- |
| 1 | Peñarol | Campeón Primera División 2003 |
| 2 | Danubio | Subcampeón Liguilla 2003      |

## Descenso
Descendieron a la segunda división los dos peores equipos de la capital y el peor equipo de afuera.

### Montevideo
| Puesto | Equipo               | Pts | PJ | PG | PE | PP | GF | GC | Dif |
| ------ | -------------------- | --- | -- | -- | -- | -- | -- | -- | --- |
| 1°     | Peñarol              | 77  | 34 | 24 | 5  | 5  | 73 | 33 | 40  |
| 2°     | Nacional             | 70  | 34 | 21 | 7  | 6  | 63 | 32 | 31  |
| 3°     | Danubio              | 61  | 34 | 17 | 10 | 7  | 55 | 40 | 15  |
| 4°     | Fénix                | 58  | 34 | 17 | 7  | 10 | 62 | 54 | 8   |
| 5°     | Liverpool            | 58  | 34 | 17 | 7  | 10 | 47 | 39 | 8   |
| 6°     | Defensor Sporting    | 55  | 34 | 16 | 7  | 11 | 58 | 43 | 15  |
| 7°     | Cerro                | 55  | 34 | 15 | 10 | 9  | 47 | 38 | 9   |
| 8°     | Montevideo Wanderers | 52  | 34 | 14 | 10 | 10 | 59 | 52 | 7   |
| 10°    | Miramar Misiones     | 50  | 34 | 14 | 8  | 12 | 54 | 48 | 6   |
| 11°    | Bella Vista          | 47  | 34 | 13 | 8  | 13 | 46 | 44 | 2   |
| 12°    | Central Español      | 43  | 34 | 13 | 4  | 17 | 32 | 42 | -10 |
| 13°    | River Plate          | 40  | 34 | 11 | 7  | 44 | 44 | 52 | -8  |
| 16°    | Villa Española       | 25  | 34 | 5  | 10 | 45 | 45 | 66 | -21 |

|  | Descendido a la Segunda División Profesional. |

### Fuera de Montevideo
| Puesto | Equipo              | Pts | PJ | PG | PE | PP | GF | GC | Dif |
| ------ | ------------------- | --- | -- | -- | -- | -- | -- | -- | --- |
| 9°     | Deportivo Maldonado | 51  | 34 | 14 | 9  | 11 | 40 | 40 | 0   |
| 14°    | Tacuarembó          | 37  | 34 | 9  | 10 | 15 | 44 | 49 | -5  |
| 15°    | Deportivo Colonia   | 32  | 34 | 8  | 8  | 18 | 37 | 59 | -22 |
| 17°    | Plaza Colonia       | 23  | 34 | 4  | 11 | 33 | 56 | 29 | -23 |
| 18°    | Juventud            | 13  | 34 | 3  | 4  | 27 | 28 | 80 | -52 |

|  | Descendido a la Segunda División Profesional. |